# Коненков, Владимир Иосифович
Владимир Иосифович Коненков (род. 12 июля 1947 года) — советский и российский иммунолог, академик РАМН (2004), академик РАН (2013).

## Биография
Родился 12 июля 1947 года в городе Гера (ГДР) в семье военнослужащего.
В 1971 году — окончил лечебный факультет Новосибирского государственного медицинского института.
Затем была работа в Институте клинической и экспериментальной медицины (от младшего научного сотрудника до руководителя лаборатории), затем работал в Институте клинической иммунологии СО РАМН, с 1993 года заместитель директора по науке.
В 1977 году — защитил кандидатскую диссертацию, тема: «Роль сывороточных факторов в активации цитотоксических реакций лимфоцитов при ревматизме».
В 1985 году — защитил докторскую диссертацию, тема: «Иммунногенетика нарушений иммунитета при диффузных заболеваниях соединительной ткани».
В 1991 году — присвоено учёное звание профессора.
С 2001 года — заместитель председателя по научной работе Сибирского отделения РАМН.
С 2004 по 2015 годы — директор Научно-исследовательского института клинической и экспериментальной лимфологии (НИИКЭЛ), с 2015 года — научный руководитель института.
В 1997 году — избран членом-корреспондентом РАМН.
В 2004 году — избран академиком РАМН.
В 2013 году — стал академиком РАН (в рамках присоединения РАМН и РАСХН к РАН).

## Научная деятельность
Специалист в области клинической иммунологии, лимфологии и иммуногенетики.
Ведет исследования связанные с выявлением генетических механизмов формирования патологического процесса, изучением генетической детерминированности функциональных свойств лимфоидных клеток, во многом реализующих защитные свойства лимфатической системы. Создана уникальная система иммуногенетического прогноза предрасположенности человека к заболеваниям онкологической, дисметаболической, аллергической, аутоиммунной и инфекционно-воспалительной природы.
Определил генетические предикторы ответа на терапию генно-инженерными препаратами при ревматических заболеваниях. Изучил роль генов иммунного ответа человека в развитии трансплантационных реакций при пересадке органов и тканей, изучил значимость аллельного полиморфизма промоторных участков генов интерлейкинов в развитии воспалительных и септических процессов, провел исследования молекулярно-генетических механизмов регуляции межклеточных взаимодействий в ходе воспалительных процессов при различных заболеваниях человека, изучаль генетическая детерминированность функциональных свойств лимфоидных клеток.
Впервые доказана генетическая природа реакций организма человека на воздействие экстремальных экологических факторов в приполярных регионах, на радиационные воздействия ядерных производств и ядерных полигонов. В экспедиционных исследованиях впервые были получены данные об иммуногенетической структуре монголоидов Таймыра, Чукотки, Тувы и Алтая, вошедшие в мировые банки данных создания единых схем эволюции и миграции населения планеты
Под его руководством подготовлено 32 специалиста, получивших ученую степень доктора или кандидата медицинских наук.
Автор более 450 научных работ, более 400 публикаций в материалах научных форумов, 18 монографий. Защищены 22 патента, получено 4 авторских свидетельства.

### Научно-организационная деятельность
- член редакционных советов журналов: «Цитокины и воспаление», «Научно-практическая ревматология», «Российский журнал иммунологии», «Медицинская иммунология», «Иммунопатология. Аллергология. Инфектология», «Сибирский научный медицинский журнал», «Хирургия, морфология, лимфология», «Проблемы клинической медицины», «Вестник лимфологии», «Остеопороз и остеопатии»;
- член Объединенного ученого совета СО РАН по медицинским наукам, член президиума Российского научного общества иммунологов, член президиума Российской ассоциации по остеопорозу, член правления Российской ассоциации ревматологов, председатель правления Сибирского общества ревматологов, член правления Российского общества лимфологов.
- член Европейской Федерации иммуногенетиков, член Европейской Антиревматической Лиги (The European League Against Rheumatism), Международного Общества лимфологов.

## Награды
- Медаль ордена «За заслуги перед Отечеством» II степени (2004)[3]
- Заслуженный деятель науки Российской Федерации (2009)[4]
- Орден Пирогова Европейской академии естествознания
- Золотая медаль «За выдающиеся достижения в области иммунологии» Российского научного общества иммунологов
- медаль Российского Научного Медицинского Общества Терапевтов.